# マック・ダンジグ
マック・ダンジグ（Mac Danzig、1980年1月2日 - ）は、アメリカ合衆国の男性総合格闘家。オハイオ州クリーブランド出身。PKG所属。元KOTC世界ライト級王者。TUF 6ウェルター級王者。

## 来歴
2000年8月、総合格闘技のトレーニングを始めた。
2001年10月7日、プロ総合格闘技デビュー。
2002年8月31日、WEC世界ライト級王座決定戦でカート・ペレグリーノと再戦し、0-3の判定負けを喫し王座獲得に失敗した。
2005年9月10日、Gladiator Challengeライト級タイトルマッチで王者ニック・アートルと対戦し、ドクターストップでTKO勝ちを収め王座獲得に成功した。
2005年10月29日、KOTCで王者タクミとKOTC世界ライト級タイトルマッチで対戦し、TKO勝ちを収め王座獲得に成功した。
2007年1月19日、KOTC世界ライト級タイトルマッチでクレイ・フレンチと対戦し、判定負けで5度目のタイトル防衛に失敗し、王座陥落した。
2007年2月25日、PRIDE初参戦となったPRIDE.33で桜井"マッハ"速人と対戦し、右フックでTKO負け。

### TUF
2007年、The Ultimate Fighterシーズン6にマット・ヒューズ率いるチーム・ヒューズの一員として参加。12月8日、フィナーレの決勝でトミー・スピアーをチョークスリーパーで破り、ウェルター級トーナメント優勝を果たした。

### UFC
2008年9月17日、UFC Fight Night: Diaz vs. Neerでクレイ・グイダと対戦し、0-3の判定負け。
2009年2月7日、UFC Fight Night: Lauzon vs. Stephensでジョシュ・ニアーに一本負けを喫したもののファイト・オブ・ザ・ナイトを受賞した。7月11日、UFC 100でジム・ミラーと対戦し、0-3の判定負け。
2010年2月6日、UFC 109でジャスティン・バックホルツと対戦し、3-0の判定勝ち。6月12日、UFC 115でマット・ワイマンと対戦し、ギロチンチョークで一本負け。
2010年12月11日、UFC 124でジョー・スティーブンソンと対戦し、カウンターの左フックで失神KO勝ち。ノックアウト・オブ・ザ・ナイトを受賞した。
2012年11月10日、UFC on Fuel TV 6で五味隆典と対戦し、僅差の判定負け。ファイト・オブ・ザ・ナイトを受賞した。
2013年7月27日、UFC on FOX 8でメルヴィン・ギラードと対戦し、左フックでダウンを奪われるとグラウンド状態で鉄槌を受けて2RKO負け。
2014年3月4日、健康上の問題と子育てを理由に自身のブログで引退を表明した。

## 人物・エピソード
- ベジタリアンであり[9]、Vegan（ヴィーガン）と呼ばれる完全菜食主義者である。

## 戦績

### プロ総合格闘技
| 総合格闘技 戦績 | 総合格闘技 戦績 | 総合格闘技 戦績 | 総合格闘技 戦績 | 総合格闘技 戦績 | 総合格闘技 戦績 | 総合格闘技 戦績 |
| --------------- | --------------- | --------------- | --------------- | --------------- | --------------- | --------------- |
| 34 試合         | (T)KO           | 一本            | 判定            | その他          | 引き分け        | 無効試合        |
| 21 勝           | 5               | 10              | 6               | 0               | 1               | 0               |
| 12 敗           | 2               | 2               | 8               | 0               | 1               | 0               |

| 勝敗 | 対戦相手                   | 試合結果                        | 大会名                                                                                    | 開催年月日     |
| ×    | ジョー・ローゾン           | 5分3R終了 判定0-3               | UFC on FOX 9: Johnson vs. Benavidez 2                                                     | 2013年12月14日 |
| ×    | メルヴィン・ギラード       | 2R 2:47 KO（左フック→パウンド） | UFC on FOX 8: Johnson vs. Moraga                                                          | 2013年7月27日  |
| ×    | 五味隆典                   | 5分3R終了 判定1-2               | UFC on Fuel TV 6: Franklin vs. Le                                                         | 2012年11月10日 |
| ○    | エフレイン・エスクデロ     | 5分3R終了 判定3-0               | UFC 145: Jones vs. Evans                                                                  | 2012年4月21日  |
| ×    | マット・ワイマン           | 5分3R終了 判定0-3               | UFC Live: Cruz vs. Johnson                                                                | 2011年10月1日  |
| ○    | ジョー・スティーブンソン   | 1R 1:54 KO（左フック）          | UFC 124: St-Pierre vs. Koscheck 2                                                         | 2010年12月11日 |
| ×    | マット・ワイマン           | 1R 1:45 ギロチンチョーク        | UFC 115: Liddell vs. Franklin                                                             | 2010年6月12日  |
| ○    | ジャスティン・バックホルツ | 5分3R終了 判定3-0               | UFC 109: Relentless                                                                       | 2010年2月6日   |
| ×    | ジム・ミラー               | 5分3R終了 判定0-3               | UFC 100                                                                                   | 2009年7月11日  |
| ×    | ジョシュ・ニアー           | 2R 3:36 三角絞め                | UFC Fight Night: Lauzon vs. Stephens                                                      | 2009年2月7日   |
| ×    | クレイ・グイダ             | 5分3R終了 判定0-3               | UFC Fight Night: Diaz vs. Neer                                                            | 2008年9月17日  |
| ○    | マーク・ボーチェック       | 3R 3:48 チョークスリーパー      | UFC 83: Serra vs. St-Pierre 2                                                             | 2008年4月19日  |
| ○    | トミー・スピアー           | 1R 2:01 チョークスリーパー      | The Ultimate Fighter: Team Hughes vs. Team Serra Finale 【ウェルター級トーナメント 決勝】 | 2007年12月8日  |
| ×    | 桜井"マッハ"速人           | 2R 4:01 TKO（右フック）         | PRIDE.33 "THE SECOND COMING"                                                              | 2007年2月24日  |
| ×    | クレイ・フレンチ           | 5分3R終了 判定1-2               | KOTC: Hard Knocks 【KOTC世界ライト級タイトルマッチ】                                      | 2007年1月19日  |
| ○    | ジョン・マフロー           | 5分3R終了 判定3-0               | KOTC: Detonator 【KOTC世界ライト級タイトルマッチ】                                        | 2006年9月29日  |
| ○    | バディ・クリントン         | 5分3R終了 判定3-0               | KOTC: Rapid Fire 【KOTC世界ライト級タイトルマッチ】                                       | 2006年8月4日   |
| ○    | オーランド・ルイス         | 1R 3:08 TKO（パンチ連打）       | KOTC: Karnage 【KOTC世界ライト級タイトルマッチ】                                          | 2006年4月22日  |
| ○    | ジェイソン・アイルランド   | 5分3R終了 判定3-0               | KOTC: Drop Zone 【KOTC世界ライト級タイトルマッチ】                                        | 2006年3月18日  |
| ○    | タクミ                     | 3R TKO（タオル投入）            | KOTC: Execution Day 【KOTC世界ライト級タイトルマッチ】                                    | 2005年10月29日 |
| ○    | フランク・カームス         | 1R 1:45 チョークスリーパー      | KOTC: Shock and Awe                                                                       | 2005年10月1日  |
| ○    | ニック・アートル           | 1R 4:14 TKO（ドクターストップ） | Gladiator Challenge 42: Summer Slam 【GCライト級タイトルマッチ】                          | 2005年9月10日  |
| ○    | マイク・バルデス           | 1R 4:13 チョークスリーパー      | KOTC 54: Mucho Machismo                                                                   | 2005年6月12日  |
| ○    | ルーク・スペンサー         | 1R 1:56 チョークスリーパー      | IFC: Caged Combat                                                                         | 2005年5月21日  |
| ○    | マックス・マリン           | 1R 3:39 三角絞め                | IFC: Mayhem in Montana 【ライト級トーナメント 決勝】                                      | 2005年4月30日  |
| ○    | ブランドン・オルセン       | 2R 2:12 チョークスリーパー      | IFC: Mayhem in Montana 【ライト級トーナメント 1回戦】                                     | 2005年4月30日  |
| ○    | アクバル・アレオラ         | 1R 1:22 TKO（パウンド）         | Reto Maximo 5: Road to the Championship                                                   | 2004年6月27日  |
| △    | ジェイソン・フォン・フルー | 5分2R終了 ドロー                | Gladiator Challenge 25                                                                    | 2004年4月20日  |
| ×    | ラバーン・クラーク         | 3分3R終了 判定0-3               | Extreme Challenge 54                                                                      | 2003年10月12日 |
| ○    | トリプスティン・ケルシャノ | 2R 1:49 チョークスリーパー      | Gladiator Challenge 14                                                                    | 2003年2月16日  |
| ×    | カート・ペレグリーノ       | 5分3R終了 判定0-3               | WEC 4: Rumble Under the Sun 【WEC世界ライト級王座決定戦】                                 | 2002年8月31日  |
| ○    | ブランドン・ブレゾー       | 1R 0:56 チョークスリーパー      | Gladiator Challenge 10                                                                    | 2002年4月14日  |
| ○    | レイ・トトリコ             | 1R 1:30 オモプラッタ            | Reality Combat Fighting 12                                                                | 2001年10月20日 |
| ○    | セドリック・ステュワート   | 5分3R終了 判定2-1               | Extreme Challenge Trials                                                                  | 2001年10月7日  |

### アマチュア総合格闘技
| 勝敗 | 対戦相手             | 試合結果                        | 大会名             | 開催年月日    |
| ×    | カート・ペレグリーノ | 1R 5:06 TKO（ドクターストップ） | Mass Destruction 2 | 2001年6月23日 |

### グラップリング
| 勝敗 | 対戦相手               | 試合結果                   | 大会名    | 開催年月日     |
| ○    | アラン・スボロフスキー | 1R 1:18 チョークスリーパー | X-MISSION | 2006年11月17日 |

## 獲得タイトル
- IFCライト級トーナメント 優勝（2005年）
- Gladiator Challengeライト級王座（2005年）
- 第7代KOTC世界ライト級王座（2005年）
- The Ultimate Fighter 6 ウェルター級トーナメント 優勝（2007年）

## 表彰
- UFC ファイト・オブ・ザ・ナイト（3回）
- UFC ノックアウト・オブ・ザ・ナイト（1回）